# 山角定勝
山角 定勝（やまかど さだかつ）は、戦国時代から安土桃山時代にかけての武士。後北条氏、徳川氏の家臣。

## 略歴
享禄2年（1529年）、山角定次の子として誕生。刑部左衛門尉、後に紀伊守と称した。
北条氏政の側近を務め、その子・氏直の代に奉行人・評定衆として活躍した。永禄4年（1561年）から天正18年（1590年）まで間に彼が奉じた虎朱印状が多数現存している。また、元亀2年（1571年）には相模足柄城の普請奉行を務めている。
天正10年（1582年）、徳川家康と氏直が講和し、家康の娘・督姫が氏直と婚姻する際に媒酌を務め、天正14年（1586年）には家康への使者として派遣されている。天正18年（1590年）の小田原征伐で小田原城が開城した後は、氏直に従い高野山に上った。翌19年（1591年）に氏直が没した後は、徳川家康に仕えて相模国で1200石を与えられている。
隠居してのち慶長8年（1603年）、死去。墓所は相模国厚木の法雲寺、のちに江戸正泉寺に改葬された。嫡男・政定、次男・盛繁も徳川家康に旗本として仕えた。
山角氏所縁の鎌倉大長寺に、定勝の室が釈迦涅槃図を寄進した記録が残る。